# Maccabi Haifa
Maccabi Haifa (Hebreeuws: מועדון הכדורגל מכבי חיפה, Moadon haKaduregel Makabi Ḥefa) is een voetbalclub uit de Israëlische havenstad Haifa. De volledige clubnaam is Maccabi Haifa Football Club. De club is een van de succesvolste in Israël.
De club werkt zijn thuiswedstrijden af in het Sammy Oferstadion in Haifa, dat wordt gedeeld met stadsgenoot Hapoel Haifa.
De grootste rivalen van de club zijn: Maccabi Tel Aviv en Hapoel Haifa.
Hoe goed de ploeg nationaal ook presteert, in Europa zijn ze eigenlijk nog nooit doorgebroken. Driemaal bereikten ze de groepsfase van de Champions League, dit was voor het eerst in 2002/03, hiermee waren ze de eerste Israëlische ploeg die dit bereikte. In de groep werden ze derde (eerste werd Manchester United, tweede Bayer Leverkusen en vierde Olympiakos Piraeus). De tweede keer werd de groepsfase van de Champions League in het seizoen 2009/10 bereikt. De derde keer werd de groepsfase van de Champions League in het seizoen 2022-23 bereikt.

## Mannen

### Erelijst
- Landskampioen (15x)

1984, 1985, 1989, 1991, 1994, 2001, 2002, 2004, 2005, 2006, 2009, 2011, 2021, 2022, 2023
- Beker van Israël (6x)

1962, 1991, 1993, 1995, 1998, 2016
- Supercup Israël (3x)

1962, 1985, 1989
- Toto-Cup (6x)

1994, 2003, 2006, 2008, 2019, 2021

### Eindklasseringen vanaf 2000
| Seizoen | Competitie  | Niveau | Eindstand | Beker        | Opmerking                                                                              |
| ------- | ----------- | ------ | --------- | ------------ | -------------------------------------------------------------------------------------- |
| 1999/00 | Ligat Ha'Al | I      | 2         | halve finale |                                                                                        |
| 2000/01 | Ligat Ha'Al | I      |           | halve finale |                                                                                        |
| 2001/02 | Ligat Ha'Al | I      |           | Finale       | < Maccabi Tel Aviv FC: 0-0 (4-5 ns)                                                    |
| 2002/03 | Ligat Ha'Al | I      | 2         | halve finale |                                                                                        |
| 2003/04 | Ligat Ha'Al | I      |           | 8e ronde     |                                                                                        |
| 2004/05 | Ligat Ha'Al | I      |           | 8e finale    | Liga-topscorer: Roberto Colautti (19)                                                  |
| 2005/06 | Ligat Ha'Al | I      |           | halve finale |                                                                                        |
| 2006/07 | Ligat Ha'Al | I      | 5         | kwartfinale  |                                                                                        |
| 2007/08 | Ligat Ha'Al | I      | 5         | Finale       | < Beitar Jeruzalem: 1-2                                                                |
| 2008/09 | Ligat Ha'Al | I      |           | 8e finale    |                                                                                        |
| 2009/10 | Ligat Ha'Al | I      | 2         | 8e finale    | Liga-topscorer: Shlomi Arbeitman (28)                                                  |
| 2010/11 | Ligat Ha'Al | I      |           | Finale       | < Hapoel Tel Aviv FC: 0-1                                                              |
| 2011/12 | Ligat Ha'Al | I      | 5         | Finale       | < Hapoel Tel Aviv FC: 1-2                                                              |
| 2012/13 | Ligat Ha'Al | I      | 2         | halve finale |                                                                                        |
| 2013/14 | Ligat Ha'Al | I      | 5         | 8e ronde     |                                                                                        |
| 2014/15 | Ligat Ha'Al | I      | 5         | 8e finale    | finalist Toto-cup > Maccabi Tel Aviv FC: 1-2                                           |
| 2015/16 | Ligat Ha'Al | I      | 4         | Winnaar      | < Maccabi Tel Aviv FC: 1-0                                                             |
| 2016/17 | Ligat Ha'Al | I      | 6         | 8e ronde     | verliezer Supercup > Hapoel Beër Sjeva: 2-4                                            |
| 2017/18 | Ligat Ha'Al | I      | 10        | kwartfinale  |                                                                                        |
| 2018/19 | Ligat Ha'Al | I      | 2         | 8e finale    | finalist Toto-cup > Maccabi Tel Aviv FC: 1-2                                           |
| 2019/20 | Ligat Ha'Al | I      | 2         | kwartfinale  | Liga-topscorer: Nikita Rukavytsya (22)                                                 |
| 2020/21 | Ligat Ha'Al | I      |           | halve finale | Liga-topscorer: Nikita Rukavytsya (19)                                                 |
| 2021/22 | Ligat Ha'Al | I      |           | Finale       | finalist State-cup > Hapoel Beër Sjeva: 2-2 (1-3 ns); Liga-topscorer: Omer Atzili (20) |
| 2022/23 | Ligat Ha'Al | I      |           | kwartfinale  | verliezer Supercup > Hapoel Beër Sjeva: 1-1 (3-4 ns); Liga-topscorer: Omer Atzili (21) |
| 2023/24 | Ligat Ha'Al | I      | 2         | kwartfinale  | winnaar Supercup > Beitar Jeruzalem: 3-1; Liga-topscorer: ex aequo Dean David (20)     |
| 2024/25 | Ligat Ha'Al | I      | 3         | kwartfinale  |                                                                                        |
| 2025/26 | Ligat Ha'Al | I      | .         |              |                                                                                        |

### In Europa
Maccabi Haifa speelt sinds 1993 in diverse Europese competities. Hieronder staan de competities en in welke seizoenen de club deelnam:
- Champions League (11x)

1994/95, 2001/02, 2002/03, 2004/05, 2005/06, 2006/07, 2009/10, 2011/12, 2021/22, 2022/23, 2023/24
- Europa League (7x)

2010/11, 2011/12, 2013/14, 2016/17, 2019/20, 2020/21, 2023/24
- Conference League (4x)

2021/22, 2023/24, 2024/25, 2025/26
- Europacup II (3x)

1993/94, 1995/96, 1998/99
- UEFA Cup (6x)

1996/97, 2000/01, 2002/03, 2003/04, 2004/05, 2006/07
- Intertoto Cup (3x)

1997, 1999, 2007

### Bekende (ex-) spelers
- Ahron Amar
- Dudu Awat
- Eyal Berkovic
- Yossi Benayoun
- Tjaronn Chery
- Georgi Gakhokidze
- Eric Groeleken
- Eyal Golassa
- Michiel Kramer
- Dante López
- Alon Mizrahi
- Avi Ran
- Lior Refaelov
- Haim Revivo
- Sergei Kandaurov
- Yaniv Katan
- Ronny Rosenthal
- Giovanni Rosso
- Bojan Šaranov
- Yochanan Vollach
- Yanic Wildschut
- Yakubu Aiyegbeni
- Berham Kayal
- Glynor Plet
- Rami Gershon

## Vrouwen

### In Europa
| Seizoen | Competitie       | Ronde | Land               | Club                  | Uitslagen |
| ------- | ---------------- | ----- | ------------------ | --------------------- | --------- |
| 2002/03 | UEFA Women's Cup | 1e    | Vlag van Italië    | Lazio Roma            | 0-5       |
|         | toernooi in Rome | 1e    | Vlag van Hongarije | 1. FC Femina Budapest | 0-4       |
|         |                  | 1e    | Vlag van Frankrijk | Toulouse FC           | 0-9       |